# Гласови у ветру (роман)
Гласови у ветру је роман српске књижевнице Гроздане Олујић, објављен 2009. године. Награђен је НИН-овом наградом за роман године.
Како је саопштено у одлуци жирија, у роману Гласови у ветру Гроздане Олујић, кроз причу о једној српској грађанској породици, уметнички убедљиво појављују се важне традиције европског романа: породични роман који је битно одредио уметнички лик књижевности у XIX и XX веку и емигрантски роман који битно обележава важну модернистичку традицију и српске и светске књижевности.

## О роману
Роман Гласови у ветру одређује се као хроника у којој се кроз судбину једне грађанске породице преламају крупни историјски догађаји балканског поднебља. Породица Арацки придружила се неким другим познатим књижевним јунацима: Исаковићима, Његованима или Катићима. У роману су изражени елементи бајке, што је жанр који је Гроздана Олујић у свом стваралаштву доминантно неговала: У роману Гласови у ветру реалистично, историјско и фантастично, бајковито постоје у симбиози, узајамно се напајајући оним литерарним соковима који су сваком од њих неопходни.
Нижу се догађаји који су описани у Карановском летопису аутора хроничар, али без тачног имена и презимена. Описани су догађаји везани за ратне године и касније мирнодопско време. Место догађања је Караново и Америка.

## НИН-ова награда
Поред романа Гроздане Олујић, 2009. у ужем избору за НИН-ову награду нашли су се:
- "Прсти лудих очију" Рајка Васића
- "Три слике победе" Звонка Карановића
- "Љетопис вјечности" Жарка Команина
- "Таоци" Сандре Петрушић
- "А ако умре пре него што се пробуди" Ђорђа Писарева
- "Константиново раскршће" Дејана Стојиљковића
- "Парк камен маћадо" Мирјане Урошевић

## Жири НИН-ове награде за 2009. годину
Жири у саставу Милан Влајчић (председник), Мило Ломпар, Александар Илић, Александар Јовановић, Младен Шукало своју одлуку о победнику донео је већином гласова.
За роман Гроздане Олујић гласали су Јовановић, Ломпар и Шукало, а за други роман у најужем избору – „Љетопис вјечности“ Жарка Kоманина, такође у издању СKЗ, гласали су Влајчић и Илић.